# Братство Руралиста
Братство Руралиста је британска уметничка група основана 1975. у месту Вилоу, Самерсет, да би сликала природу.
Њихов рад је фигуративан са снажним придржавањем традиционалних вештина. Преовлађују сликарство у уљу и акварелу, а уобичајени су комбиновани медији, графика, цртеж тушем и оловком. Описана је као „нека врста реинвенције занатских еснафа Вилијама Мориса из касног двадесетог века“.

## Порекло
Група је основана када су се Питер Блејк и његова тадашња супруга Јан Хаворт преселили у Велоу, након што су добили дозволу да претворе напуштену железничку станицу Велоу у кућу. Остали оснивачи били су Дејвид Иншо и још два пара: Ен Арнолд и Грејем Арнолд, и Ени Овенден и Грејем Овенден. Назив Братство руралиста предложила је ауторка Лори Ли, присталица групе. Неки чланови никада нису били задовољни „братством“, јер је подразумевало искључиво мушко чланство.
Питер Блејк наводи:
Формиран је супротно од академске природе савремене уметности која је веровала да су слике једино ваљане уколико се баве социјалним темама, наш циљ је био наставимо једну врсту енглеског сликарства. Ми волимо Семјуела Палмера, Стенлија Спенсера, Томаса Хардија, Елгара, енглеске сликаре пејзажа и прерафаелитско братство.
Група дефинише „руралисту“ као „неког ко је из града а досели на село“. Братство је привукло пажњу јавности након Би-Би-Си ТВ документарца, Лето са Братством, који је емитован 1977.

## Стил
За разлику од прерафаелитског братства, група није промовисала (нити се придржавала) манифеста. Технике и рад сваког уметника остају разноврсни са заједничким евокацијом мистичног одговора на поштовање природе и сеоског живота. Неки од њихових остварења су интензивно лични и понекад надреалистички у аранжману. Ипак, изражавали су заједничко незадовољство апстракцијом и радикалним авангардизмом у уметности. Овенден је изразио гађење према апстрактној њујоршкој школи, коју је описао као „у најбољем случају декоративну, а у најгорем мало другачију од... неуротичних маштања“.
Заузврат, присталице авангардне уметности осудиле су њихов рад као сентименталан и носталгичан. Критичар Том Лубол приговорио је да нису видели да је њихова машта о мистичкој, дубокој Енглеској већ била потпуно колонизована комерцијалним сликама. Навео је да су њихове нетакнуте визије неспалог света произашле су директно из лепе рекламе за сапун или освеживач ваздуха.

## Каснија историја
Рад групе је био веома широко распрострањен када је Арден Шекспир наручио илустрације од својих чланова које приказују ликове из Шекспира, са циљем да се користе на насловној страни Арденових издања сваке Шекспирове драме.
Након шест година група је изгубила неке од својих чланова. До 1984. Дејвид Иншо, Јан Хаворт и Питер Блејк су отишли. Преостала четири члана су наставила групу, понекад им се придружио Блејк. Одржавају изложбени програм како у западној земљи тако и у Лондону и чланови су Уметничког клуба . Били су гостујући уметници на Real Turner Prize Show 2000.
Скорашње изложбе су укључивале радове садашњих и бивших чланова.